# Sieg Heil
Sieg Heil je stará německá fráze, která znamená „Sláva vítězství!“ Sousloví bylo používáno v dobách nacismu, kdy se stalo všeobecným pozdravem a projevem sympatií k Adolfu Hitlerovi a jeho boji za vítězství Třetí Říše. Bylo využíváno při veškerých setkáních, kdy byl pozdrav doprovázen ještě vztyčením pravice do úrovně ramen (případně o něco výše). Vztyčení pravice se nazývá hajlování (v češtině někdy psáno heilování). Za pronášení této fráze hrozí dnes v Německu až tři roky vězení.
Podobným výrazem se postupem času stalo i Heil Hitler (Sláva Hitlerovi).

## Obdobná zvolání v Protektorátu
V Protektorátu Čechy a Morava zakončoval předseda Kuratoria Teuner své proslovy zvoláním Vůdci a vlasti zdar. Národní souručenství používalo pozdrav Vlasti zdar.